# Азербайджанский государственный академический музыкальный театр
Азербайджанский государственный академический музыкальный театр — театр, расположенный в Баку и образованный в 1934 году. 

## История театра
Жанр музыкальной комедии в Азербайджане появился в начале XX века. Как и в жанре оперы, родоначальником жанра музыкальной комедии в Азербайджане стал Узеир Гаджибеков.
Комедийные сюжеты и партии выписывались для опер Узеиром Гаджибековым. Его произведения, с либретто комедийного содержания ставились на различных площадках Баку, в том числе Театре оперы и балета.
Премьера написанной им в 1909 году музыкальной комедии «Муж и жена» состоялась 24 мая 1910 года в здании цирка братьев Никитиных. 25 апреля 1911 года в Баку, в театре братьев Маиловых состоялась премьера комедии «Не та, так эта». 25 октября 1913 года состоялась премьера «Аршин мал алан». Также до революции были поставлены его произведения «Молодой в 50 лет», «Холостой будучи женатым». Позднее были поставлены «Молла Джаби», «Потасовка» Мир Махмуда Кязимовского.
Существенную роль в их постановке сыграли Гусейн Араблинский, Мирза Ага Алиев, Ахмед-бек Бадалбейли, Евгения Оленская, Р. Дарабли, Абулгасан Анаплы.
До 1938 года музыкальные комедии ставились на сцене Азербайджанского театра оперы и балета.
В 1938 году в Баку был образован Театр музыкальной комедии (русское и азербайджанское отделения). С сентября 1938 года театр официально носил название «Азербайджанский государственный театр музыкальной комедии».
Одной из первых актрис театра стала Насиба Зейналова.
С 1938 года в театре работала Эльмира Ахундова, заслуженный артист Азербайджанской ССР, исполняя роли Гюльчохры и Асьи в оперетте «Аршин мал алан», а также партию Нигяр в опере «Кёроглы».
С 1939 года в театре ставились в азербайджанском отделении — «Муж и жена», «Холостой будучи женатым», «Чья свадьба?» Агаси Мешадибекова, «Роза» Султана Гаджибекова, в русском отделении «Аршин мал алан», «Принцесса цирка» Имре Кальмана, Свадьба в Малиновке Бориса Александрова.
В 1950-е годы ставились оперетты «Похитители сердец», «Поздравляю» Фикрета Амирова, «Мешади Ибад» Гаджибекова, «Журавль» Саида Рустамова, «Звезда» Сулеймана Алескерова,
С 1956 по 1970 год в азербайджанском отделении театра ставились «Золотоискатели» Тофика Кулиева, «Дом наш, тайна наша» Шафиги Ахундовой, «Свекровь» Закира Багирова, «Путешествие Гаджи Керима на Луну» Азера Рзаева, «Одна из шести» Тофика Бакиханова и Наримана Мамедова, в русском отделении — «Севастопольский вальс» Константина Листова, «Сто чертей и одна девушка» Тихона Хренникова, «Сильва» Имре Кальмана, «Куба, любовь моя» Рауфа Гаджиева
В 1970-е годы на сцене театра ставились «Разлука» Эмина Сабитоглу, «Хамиша-Ханум» Сулеймана Алескерова, «Доброе утро, Элла» Тофика Кулиева, «Кавказская племянница» Рауфа Гаджиева.
В различные периоды в театре работали режиссёры Аббас-Мирза Шарифзаде, Г. Алиев, Абиб Исмайлов, С. Дадашев, Шамси Бадалбейли, Алигейдар Алекберов, актёры Бюль-Бюль, Алия Терегулова, Ахмед Гамарлинский.

## Здание театра
Настоящее здание АГМТ было построено и сдано в эксплуатацию в 1998 году. До этого, с 1960 по 1988 год театр располагался в здании бывшего Академического национального драматического театра.

## Современное положение
В 2010—2013 годах была произведена крупная реконструкция. 18 апреля 2013 года здание было сдано после ремонта. Был установлен современный дизайн, световое и звуковое оформление. Вместительность театра составила 460 человек. Установлена сцена, вращающаяся на 360 градусов. В театре имеются студия звукозаписи и репетиционный зал.
Недавно прошло переименование театра в Азербайджанский государственный музыкальный театр. Это дало право и возможность расширить репертуар, и показывать не только комедии, но и спектакли других жанров.
В 2019 году театру был присвоен статус академического.

## Репертуар
В театре ставились и ставятся известные азербайджанские и зарубежные спектакли:
- «Муж и жена» (1909 г., Узеир Гаджибеков)
- «То нельзя, это можно» (1911 г., Узеир Гаджибеков)
- «Аршин мал алан» (1913 г., Узеир Гаджибеков)
- «Yeddi məhbusə anası» («Мать семерых заключенных»)
- «Ханума», пьеса грузинского автора А. Цагарели
- «Молла Ибрагим-Халил, алхимик, обладатель философского камня» (Мирза Фатали Ахундов, музыка Сиявуша Керими)
- «Гарнир по-французски» (мюзикл)

## Деятельность
В октябре 2011 года состоялась премьера мюзикла «Гарнир по-французски» по пьесе Марка Камолетти «Играем в дружную семью или гарнир по-французски».
В 2012 году был поставлен спектакль по произведению Эмина Сабитоглы.
В 2012 году в театре была поставлена «Женитьба» Гоголя. В спектакле приняли участие актрисы Азербайджанского драматического театра. Постановка была награждена премией Министерства культуры и туризма «Zirvə» («Вершина») в номинации «Лучший спектакль 2012 года».
Долгое время в репертуаре театра ставился спектакль «Гайнана» («Свекровь») (в главной роли Насиба Зейналова).
22 февраля 2024 года в театре состоялась премьера спектакля «Айседора» по пьесе Зиновия Сагалова.
16 марта 2024 года на сцене театра впервые был поставлен балетный спектакль «Лазги. Танец души и любви». Постановка посвящена народному танцу лазги.
В декабре 2024 года театр примет участие в IV Шекинском театральном фестивале. 2 декабря будет представлен спектакль «Пять жен Моллы Насреддина» по пьесе узбекского драматурга Ибрагима Садыкова. 

## Труппа театра
Действующие актёры театра (на октябрь 2024): 
| Афаг Баширгызы      | Ильхам Ахмедов      | Фатма Махмудова      |
| Парвиз Мамедрзаев   | Чингиз Ахмедов      | Борис Графкин        |
| Азизага Азизов      | Алекбер Азизов      | Нахида Оруджева      |
| Наргиз Керимова     | Акбер Ализаде       | Фарид Алиев          |
| Алмаз Алескерова    | Светлана Булах      | Саида Шарифалиева    |
| Надир Хасиев        | Шовги Гусейнов      | Играр Саламов        |
| Диляра Алиева       | Гюльджахан Саламова | Надежда Повелицына   |
| Фирус Мамедов       | Мойле Мирзалиев     | Ульвия Алиева        |
| Эмиль Гейдаров      | Мехрибан Залиева    | Гюльтадж Алили       |
| Гусейн Алили        | Алимамед Новрузов   | Расмия Нурмамедова   |
| Эльхан Исмаилов     | Самедзаде Хасиев    | Рауф Бабаев          |
| Эльнара Нагдалиева  | Юлия Гейдарова      | Гюльчохре Абдуллаева |
| Гюльнара Азизова    | Гюльнара Абдуллаева | Руслан Мурселов      |
| Эльчин Иманов       | Ниджат Али          | Шабан Джафаров       |
| Айдан Гасанова      | Амрах Дадашев       | Гюльдана Азимова     |
| Элеонора Мустафаева | Нигяр Гараева       | Тюркель Тарикпейма   |
| Фарид Рзаев         | Тельназ Гусейнова   | Ибрагим Ализаде      |
| Элеонора Аббасова   | Валерия Искендерова | Нармин Алиева        |
| Эмин Зейналлы       | Заур Алиев          | Назрин Исмаилзаде    |
| Мурад Алиев         | Али Керимов         | Офелия Новрузгызы    |
| Джабраил Джабраилов | Илахе Рустамова     | Аделин Озтюрк        |
| Аян Гурбанова       | Орхан Гусейнли      | Баджиханым Садыгова  |
| Леонид Клец         | Гюнай Гасымова      | Ольга Георгиева      |
| Субхан Рустамов     |                     |                      |

- См. также: Персоналии:Азербайджанский академический музыкальный театр

## Персонал театра
Ежегодно театром проводится конкурс на замещение вакантных мест, на места вокалистов, музыкантов оркестра, танцоров балета. При театре действует творческая студия. Установлены тесные контакты с зарубежными коллегами. Спектакли театра были показаны в США, Турции, Грузии, России на зарубежных гастролях.
Известные сотрудники
- Салманова, Гюльнар Алифага кызы (1956—2015) — лауреат премии Президента Азербайджана.

## Награды
- Национальная премия «Лучший из лучших» в номинации «Самая лучшая театральная постановка года» (2010 год)[10].